# Burdż al-Kifan
Burdż al-Kifan (arab. برج الكيفان; fr. Bordj el Kiffan) – miasto w północnej Algierii, 25 km na wschód od Algieru.
4 czerwca 2008 roku, w zamachu bombowym koło koszar wojskowych, zginęły tu dwie osoby.